# Mediocalcar bulbophylloides
Mediocalcar bulbophylloides är en orkidéart som beskrevs av Johannes Jacobus Smith. Mediocalcar bulbophylloides ingår i släktet Mediocalcar och familjen orkidéer. Inga underarter finns listade i Catalogue of Life.